# Tierra baja
Tierra baja (en catalán: Terra baixa) es una obra teatral del dramaturgo y poeta Ángel Guimerá, y una de las más populares. Este drama, de 1896, es una de las obras más representadas y traducidas de la lengua catalana, convirtiéndose en todo un clásico del repertorio catalán.
La etapa del escritor cuando escribió esta obra es la de un planteamiento social con la creación de un drama, donde se muestran las intrigas y las pasiones amorosas, que ya había planteado en una obra anterior suya: María Rosa.

## Estreno

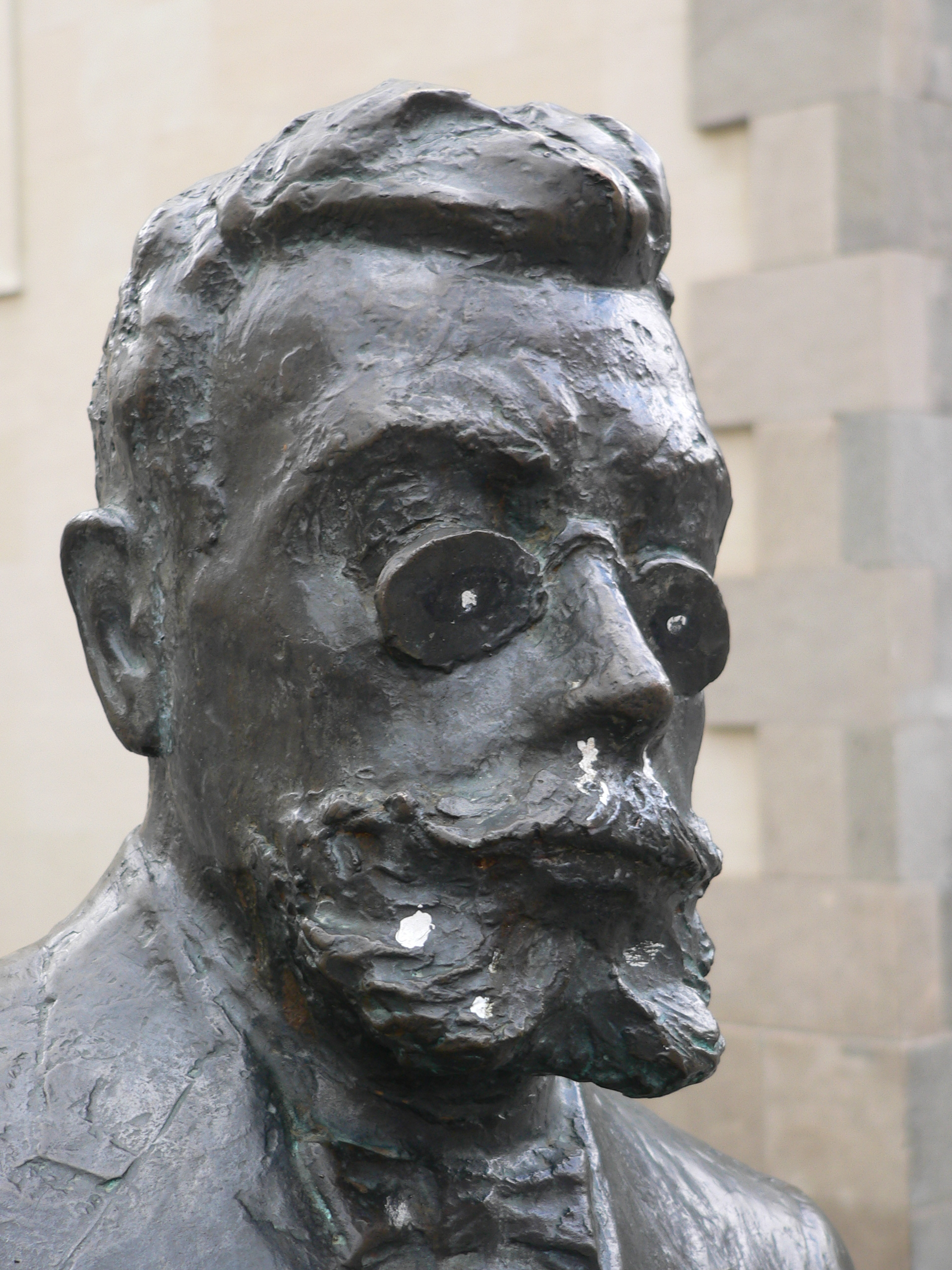
Retrato de Àngel Guimerà, autor de Tierra Baja, en Santa Cruz de Tenerife.

Tierra baja corresponde a la etapa de plenitud creativa de Àngel Guimerà, en el que tras unos años de escribir obras de carácter histórico romántico, de acuerdo con los principios básicos de la Renaixença, da entrada a planteamientos y soluciones de carácter realista y social.

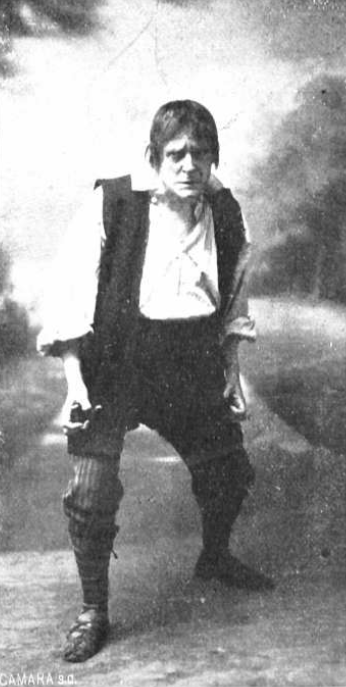
Enrique Borrás en el papel de Manelic

La obra fue estrenada por primera vez en su versión en español en Madrid el 27 o 30 de noviembre de 1896 en el Teatro Español por la compañía Guerrero-Mendoza a partir de la traducción de José de Echegaray, debido a la desconfianza de Guimerà en su obra. El 13 y el 20 de noviembre de 1896 fueron dos fechas en las que podía haberse estrenado la obra, pero se aplazó por diferentes razones: en la primera fecha, por una indisposición de la voz de un actor, y la segunda, por la renuncia de representar el papel la obra al dejar la compañía. Tierra baja fue un éxito de público en la capital estatal, aunque la crítica madrileña la recibió con reticencia. A pesar de valorar la capacidad de conectar con el público, consideraban que los rasgos románticos resultaban excesivamente líricos. Hay que tener presente, para entender estas afirmaciones, que el realismo y el naturalismo ya se habían impuesto en la literatura española, y lo criticado lo era porque se veía como una rémora del pasado. El día del estreno de la obra, Guimerà experimentó una inquietud que demuestra el valor que le daba a la crítica de la obra.

El éxito o el fracaso del drama que se representa no le importa nada ni gota a la humanidad, pero por el autor en esos momentos la humanidad está allí, en aquellas tablas [...]
Àngel Guimerà

El estreno de la obra en catalán se hizo esperar hasta el 8 de febrero de 1897, en el Teatro Principal de Tortosa, a cargo de la compañía Teodor Bonaplata. El mes anterior a este estreno se editó el texto original de la obra. El 11 de mayo de ese mismo año, también se representó en Barcelona en el Romea. La crítica catalana fue más favorable, y apuntó que era un gran acierto para la obra el personaje del pastor Manelic, interpretado por el actor badalonés Enrique Borrás. Sin embargo, también se criticaron algunos aspectos como la figura de Sebastián (el gran terrateniente) o la estructura. El 20 y 21 de febrero llegó a la isla de Mallorca la obra en lengua castellana en el Teatro Principal de Palma donde consiguió, aquí también, un éxito clamoroso. Un año después de la primera representación en Cataluña se estrenó la obra en Alicante en español, donde se reafirmó el éxito de público.

## Contexto

### Político
A finales del siglo XIX, España vivió la Restauración borbónica, que va desde finales de Primera República Española en 1874 hasta el golpe de Estado de Primo de Rivera. Este periodo se caracterizó por una cierta estabilidad institucional que impulsó un modelo liberal del Estado. La revolución industrial vio el nacimiento de la clase obrera que creó toda una serie de movimientos políticos y sociales conocidos con el nombre de movimiento obrero.
El anarquismo se había apoderado de los movimientos de revuelta social de la época, y en esta época en Cataluña, nació el catalanismo político, fruto del rechazo a las políticas centralistas uniformadoras que estaba implementando el nuevo estado liberal español. El catalanismo creciente fue un movimiento que avanzó tanto en el ámbito político, con el nacimiento de partidos políticos como la Liga Regionalista, como en el ámbito lingüístico y literario, con el aumento del uso del catalán en las obras literarias.
Europa vivió una época donde los movimientos nacionalistas tomaron fuerza y consiguieron modificar la organización territorial existente con la creación de nuevos estados como Italia y Alemania. Estos movimientos defendían el derecho de los pueblos a decidir su propio gobierno, y propiciaron la caída de grandes imperios.

### Teatral
El teatro romántico del siglo XIX cultivaba un nuevo concepto que rompía con las tres unidades dramáticas (unidad de tiempo, de acción y de espacio) preestablecidas hasta entonces. Permitía que el espacio de tiempo fuera indefinido, que hubiera un cambio de espacios escénicos y que varias acciones dramáticas coexistieran en una misma escena. Estos nuevos métodos se acercaban a los recursos utilizados en la novela, haciendo un teatro más narrativo. También se empezaba a permitir la aparición de muertos en el espacio escénico y la intervención de diversas clases sociales a la vez en el escenario.
El teatro realista llevaba más allá esta ruptura con el teatro clásico y utilizaba una temática más cercana a la sociedad con temas como, por ejemplo, los problemas domésticos de las clases emergentes burguesas (adulterio, problemas económicos, etc.). A pesar de este acercamiento a los temas sociales, continuaban cotos algunos aspectos de la realidad social.
A finales del siglo XIX, en Cataluña comenzaba a difundirse con grandes dificultades el naturalismo. Los autores naturalistas cultivaron temas de la realidad cotidiana que el teatro realista había vetado como, por ejemplo, incorporar en la obra las clases más desfavorecidas de la sociedad. La clase obrera fue la clase social que se adaptaba mejor a la concepción naturalista, que apostaba por la disección objetiva de la realidad social, siguiendo una concepción cientifista y determinista, permitiendo la descripción de conflictos muy pasionales que rodeaban esta clase social.

## Argumento
El tema principal de la obra es el amor, pero las influencias realistas instigan a Guimerà a incluir otros temas como la opresión que puede llegar a ejercer un hombre sobre un grupo de personas que se encuentran bajo sus órdenes, siendo trabajadores suyos, dentro de una sociedad conservadora. De este modo, el autor hace una aproximación a la realidad contemporánea y los procesos de cambio que sufría la sociedad catalana, expresando la lucha entre dos mundos irreconciliables. A partir de este tema se desarrollan, a lo largo de la obra, las reacciones de los personajes hacia esta dominación del caciquismo rural, y se exalta la naturaleza ante la sociedad envilecida por el progreso. Se divide en tres actos, donde cada uno equivale a una parte de la narración clásica (presentación del conflicto, nudo y desenlace).
En el primer acto del libro, está la presentación de los personajes, y se intuye que Sebastián y Marta mantienen una relación amorosa en secreto. Sebastián, a pesar de tener propiedades, tiene muchas deudas, por lo que decide casarse con una pubilla de buena familia. Sin embargo, ninguna se quiere casar con él, porque todas se imaginan que Marta es su amante. Para evitar que la gente piense que mantienen una relación, decide casarse Marta con un pastor que conocía Tomás, llamado Manelic. Tomás, que no sabía nada de toda esta trama, habla con Manelic, que se enamora de Marta con un amor puro sin haberla visto. Manelic baja de la tierra alta para casarse con Marta, sin embargo ella no quiere casarse con él porque no lo ama. Este matrimonio por conveniencia termina realizándose porque Sebastián le ordena que se case, aunque a ella le da asco Manelic. Cuando ya están casados y los dos están en casa, Manelic se da cuenta de que Marta no lo quiere.
En el segundo acto, Manelic se encuentra desubicado en la Tierra baja porque todos los campesinos del pueblo se ríen de él por haber sido un ignorante que no se había dado cuenta del montaje creado para encubrir este romance. Nuri es la única persona que se entiende con Manelic y esta relación de amistad hace que Marta vea con otros ojos a Manelic. A medida que transcurre el acto, Manelic se da cuenta del montaje de su boda y muy enfadado decide volver a la tierra alta. Después de que Marta le cuenta a Tomás su pasado y cómo conoció a Sebastián, ve que Manelic quiere dejar la Tierra baja y decide irse con él porque se da cuenta de que la ama. Los dos deciden huir de aquella tierra que según Manelic está llena de niebla y falsedad. Sebastián y el sacerdote se enteran de sus intenciones, y deciden interceptarlos, desterrando a Manelic de la Tierra baja, y enviando a Perruca a denunciarlo a la guardia civil. También cierra a Marta en el molino bajo la vigilancia de los campesinos Perdigones.

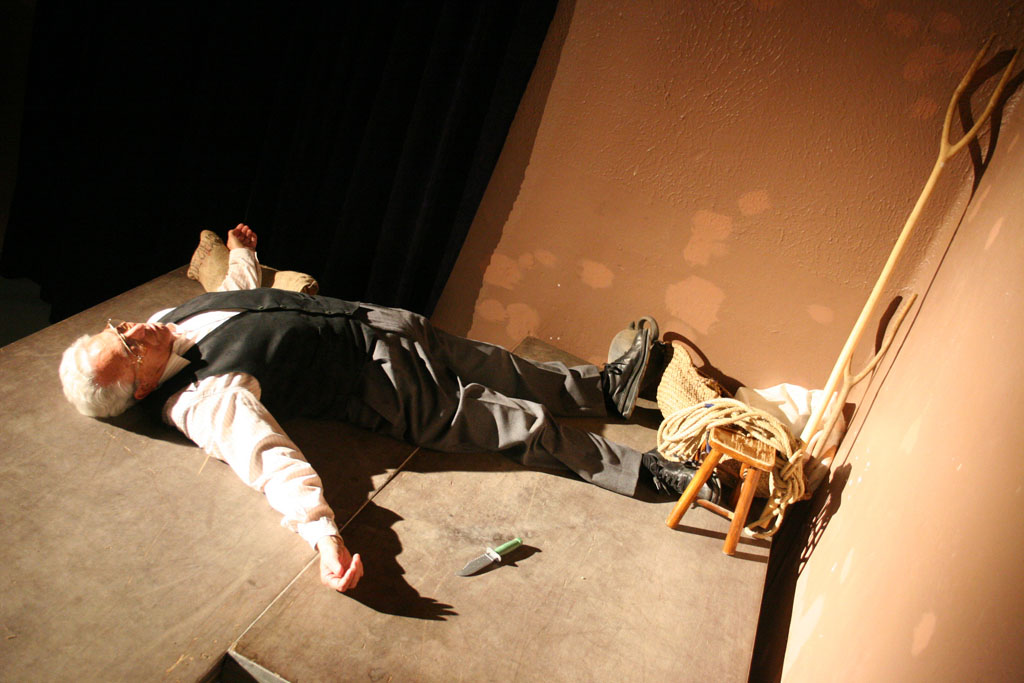
Asesinato de Sebastián a manos de Manelic.

El desenlace de la obra llega con el tercer acto. Sebastián quiere que vigilen a Manelic porque lo había amenazado de muerte. Los Perdigones se dan cuenta de que no han hecho bien en obedecer a su amo, pero cuando vuelve a aparecer Sebastián, que reclama ver a Marta, nadie se le enfrenta. En aquel momento, llega el padre y hace marchar a Sebastián a casa porque allí lo espera el padre de su prometida. Cuando Sebastián ha marchado, aparece Nuri, que reclama hablar con Marta y echa a todos los labradores que están en el molino. Nuri le dice que espere su señal, que ella la ayudará a escaparse de la tierra alta con Manelic. Finalmente, Marta oye la risa, que es la señal que esperaba, y decide huir, pero es interceptada por Sebastián, que la regaña. Seguidamente, aparece Manelic en el molino y se enfrenta con Sebastián en una batalla a muerte que gana Manelic. Es en este punto cuando Manelic dice: «He muerto el lobo». Para acabar, los labradores ven el cadáver de Sebastián en la tierra, entonces Marta y Manelic huyen a la tranquila y pura tierra alta.

### Idea original de la obra
La obra que fue publicada por Àngel Guimerà se desvía parcialmente de la idea original del autor, puesto que en principio Guimerà tenía la intención de ahogar a Marta en lugar de hacer que Manelic se  fuera a vivir con ella en paz a la tierra alta, como en la versión publicada. Según una carta escrita por el mismo autor a la actriz María Guerrero donde le explica brevemente el argumento de la obra:

Se podría decir Tierra baja: Tierra baja... Me explicaré. En el primer acto Manelic (diminutivo de Manel), que es un chico inocente, todo candor y experiencia, deja su ganado en las cimas de los Pirineos de donde nunca ha salido, y va a casarse a la llanura, a la Tierra baja, donde sólo encuentra falsedad, malicia... La mujer resulta que ha estado durante muchos años y sigue siendo la amada del amo de la granja. Manelic, al final del drama, ahoga a su mujer, y dispara un tiro a Sebastián el amado, y huye a sus montañas con Dios y la Libertad.
Àngel Guimerà 17 de febrero de 1895

## Espacio escénico
El transcurso de lo obra Tierra baja se sitúa en una llanura extensa que recibe el nombre de Tierra baja y alberga un pequeño pueblo diseminado propiedad de un hombre, Sebastián. El espacio escénico principal de la obra de Guimerà se centra básicamente en el molino que hay en el pueblo, excepto el casamiento que transcurre a la ermita. El molino toma la forma según el uso que  hacen en los diversos momento de la obra. En un principio es el lugar donde el padre adoptivo de Marta y ella trabajaban. Con la muerte del padre adoptivo, el molino se transforma en el lugar de encuentro nocturno entre Sebastián y Marta. A partir del casamiento de Marta con Manelic, se transforma en la casa de la pareja hasta el final de la obra, y durante el transcurso de toda la obra será el lugar de reunión de los labradores del pueblo donde se cuentan ideas, experiencias, y anécdotas, y así se transforma en una improvisada tasca.

Momento de una escena con los actores Rosa Maria Sardà y Joan Pera el 30 de septiembre de 1976, en el Teatro Romea de Barcelona

## Simbología de la obra

### Tierra alta/Tierra baja
El libro está marcado por una simbología constante entre la Tierra alta y la Tierra baja, en la que se contrapone durante toda la acción dramática de la obra el conflicto entre estos dos mundos. Estos dos términos toman además del significado geográfico denotativo, un significado valorativo contrapuesto. Estos dos mundos son presentados como dos espacios antagónicos, presentando la Tierra alta como el mundo idílico que se caracteriza por la pureza y bondad, y la Tierra baja como el reflejo de una sociedad campesina la degradada por la explotación y el materialismo, que caracteriza sus personajes como malvados y mezquinos. La relación de exclusión entre los dos espacios se ve reflejada más allá de la simple comparación física de los espacios, llegando a estratos como por ejemplo, la forma de actuar o el lenguaje de los personajes de sus respectivos espacios.
La Tierra alta representa los Pirineos, descrito como un lugar sin pecado y donde la corrupción de la mano del hombre no ha llegado, ya que es un lugar virgen, un lugar bueno por naturaleza donde vive Manelic y, por esta razón, él tendrá las características que también pertenecen a la Tierra alta. Es el espacio utópico, solitario, irreal e idóneo que permite el cumplimiento de los deseos más profundos. El otro espacio antagónico, la Tierra baja, es el espacio donde transcurre la mayor parte de la obra, y lo representa como el lugar donde se concentra el mal del mundo, en el que la corrupción, el pecado y la malicia del hombre conviven en un mismo espacio, pero es especialmente marcado en sus habitantes. El lugar que representa la Tierra baja es la villa o la ciudad donde sucede toda la trama dramática de la obra.
El duro y la sangre son la representación de los dos sistemas antagónicos que rigen ese mundo sólo equilibrados por la ley de la propiedad. El primero es el símbolo de la ley del hombre propio de la tierra baja, y el otro es la ley de la tierra alta. Por esta razón, en el momento que Marta se dio cuenta del amor con Manelic tuvo que sangrar, rompiendo así el vínculo con Sebastián y el mundo de la tierra baja, es un acto de purificación que borra el pecado y la culpa de que la captura.

### Otros símbolos menores
El agua es un elemento presente tanto en el anuncio de la llegada de Marta como en la primera vez que Manelic ve su futura esposa. Finalmente, cuando Marta y Manelic se corresponden en su amor aparece otra vez el agua; Marta representa el «agua amarga» del mar (el punto de origen de donde proviene) que se junta con la nieve pura de las montañas representada por Manelic. Es el agua que calma la sed, pero que deja un regusto amargo que recibe el agua purificadora de Manelic que viene a redimir-la.

MANELIC: […] Y te he amado aún más al venir a encontrar-te, pobre de mí, bajando a saltos, como el agua las cumbres a juntarse con el agua del mar, que dicen que es amarga! Que lo sea, de amarga; que lo sea; ella atrae como tú me atrae a mí, porque ¡te deseo y te amo, Marta!
Àngel Guimerà. Tierra baja

Las palabras "fiera", "lobo" y "bestia" son elementos simbólicos que toman diferentes connotaciones. A lo largo de la obra, el término "fiera" es utilizado como un elemento con una connotación positiva marcada y, antagónicamente, se utiliza el término "lobo" con connotaciones negativas. Finalmente, el término "bestia", cuando se aplicado a la descripción de una persona, toma un valor de desprecio.

## El uso del idioma
Posiblemente, uno de los rasgos que dieron el éxito a la obra de Guimerà, fue el uso del idioma de los personajes, que se demuestra en las críticas de la obra por parte de algunos autores. Los personajes no utilizaban un lenguaje refinado ya que no se adecuarían al espacio escenográfico de la obra (la Tierra baja), sino que utilizaban un lenguaje con la inclusión de términos coloquiales, castellanismos, formas verbales como Hoy o qa, en lugar de las construcciones normativas y expresiones populares o de otros recursos lingüísticos típicamente del ámbito popular y más cercanos al movimiento del "catalán que ahora se habla".
Las obras costumbristas de Emili Vilanova permitieron a Àngel Guimerà incorporar el sentido coloquial en la obra, ya través de la documentación y del aprendizaje oral adquirió suficiente léxico adecuado al mundo que pretendía crear. A pesar de este registro más bien coloquial, el supo combinar con la creación poética del lenguaje sin poner especial énfasis en la retórica, sino priorizando una escenografía creíble.
Sin lugar a dudas, Manelic es el personaje con un hablar más característico y diferente al resto, porque se expresa con un dialecto que podría ser confundido con el de un montañero de los Pirineos, pero que sin embargo no se puede asociar a ningún dialecto conocido de los Pirineos, sino que fue una creación del propio Guimerá. Por ejemplo, Manelic utiliza el término «San Sunyé» o «Sinyor» en lugar de «somier» y «señor», respectivamente.

## Personajes
A lo largo de la obra de Tierra baja aparecen un total de doce personajes, de los cuales los más importantes son: Manelic (como personaje principal) Sebastián (como personaje antagónico de Manelic) y Marta (la mujer por la que los dos lucharán).

### Marta
Marta ha vivido toda su infancia en Barcelona en un estado de máxima pobreza, hasta que a los catorce años su madre muere y la recoge un mendigo que toma la figura de padre. En su compañía, llega a las grandes tierras de Sebastián, del que aceptan la oferta de vivir y trabajar en el molino. En ese momento empieza a tener una relación de amistad con Sebastián, que le permite tener un refugio y una cierta estabilidad. Marta recibe maltrato psicológico de Sebastián, por un lado siendo una gratitud al dueño por haberla acogido, y del otro, ve que esta relación sentimental no es correcta. Antes del comienzo de la obra el mendigo que lo había acogido muere.
Durante el transcurso de la obra Marta encarna a una chica de veinticuatro años que psicológicamente es débil e inestable, pero a medida que avanza la obra evolucionan sus sentimientos. Esta inestabilidad se demuestra en que en algunos momentos de la obra Marta es amable y dócil, pero en otros, puede llegar a ser agresiva a pesar de ser débil físicamente. Al principio del primer acto, Marta es una persona inocente y reservada que se debe casar con un hombre, Manelic, por imposición. Ella, aunque no lo ama, no hace nada para evitarlo y acaba casándose con él. Desde el comienzo de la obra hasta que se enamora de Manelic, será una persona con una autoestima muy baja y frágil, sin ningún respeto a sí misma ni a su propia vida. En el momento en que se enamora de Manelic vive un momento de crecimiento personal y autoestima que no había vivido antes.

### Manelic

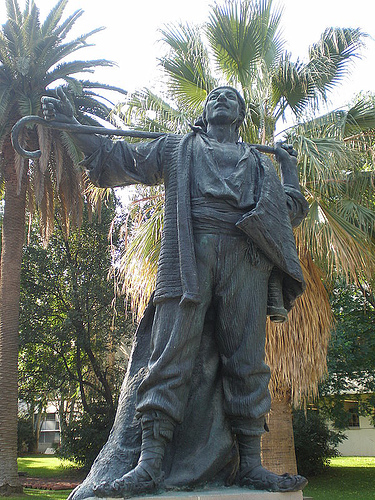
Escultura del personaje de Manelic en la montaña de Montjuic.

Manelic es el personaje principal de la obra. Es un pastor originario de la Tierra alta que vivía en las montañas con sus ovejas. Es la figura que conjuga con la pureza de la Tierra alta, y se caracteriza por su inocencia e ignorancia. Manelic se traslada a la Tierra baja engañado por Sebastián, que le ofrece la mano de Marta con el fin de no levantar sospechara de su relación con ella. En la Tierra baja todo el mundo se ríe de él sin que sepa la razón. Allí, en la Tierra baja, es corrompido por la hipocresía y el pecado de esta tierra. En esta tierra pierde su inocencia y, enloquecido por lo que es suyo, acaba matando a Sebastián, y dice feliz «He matado al lobo». A partir de aquí, ve que la única opción para sobrevivir es escapar con su mujer en la Tierra alta, donde podrán vivir lejos del pecado del mundo urbano, y así, poder huir de esta tortura.

He matado al lobo, he matado al lobo.
-Manelic, Tierra Baja

El personaje se caracteriza por tener algunos rasgos e instintos animales que se hacen patentes cuando asesina el Sebastián. Un ejemplo de ello es la lucha que hay con Sebastián por ser un enemigo que quiere robarle a la pareja, de la que finalmente sale victorioso.

### Sebastián
Sebastián tiene aproximadamente cuarenta años y es el gran terrateniente de la Tierra baja. Se caracteriza por ser una persona burlona, soberbia y sin escrúpulos. Él es el dueño de todo, incluso de las personas que viven, como es el caso de Marta, con la que mantiene una relación amorosa en secreto desde que ella tenía quince años. Programa la boda de Marta y Manelic para no levantar sospechas de su relación secreta.

### Tomás

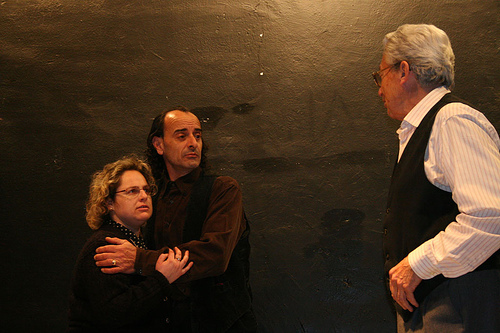
Porque aquí yo soy el dueño como antes. De ti, y de todo, ¡y de ella! De ella.

Tomás es un ermitaño sabio que casa a Marta y a Manelic, siendo desconocedor del engaño de este matrimonio. Por esta razón, cuando se entera de que todo ese matrimonio era por culpa de Sebastián, se siente culpable ya que quiere a Manelic como si fuese su hijo.

### Mossèn
Mossèn es el mayordomo o súbdito de Sebastián. Según Tomás, es llamado mossèn (padre) porque había estudiado para serlo, sin embargo, no lo es en realidad. Su carácter no está muy marcado por culpa de las pocas intervenciones durante la obra, pero es conocido por su fidelidad al amo.

### Perruca
El rol de Perruca a lo largo de la obra es complementario al que juega la familia Perdigons. Perruca es el dueño de un mas y está a las órdenes de Sebastián. Perruca es el encargado de avisar a la guardia civil y denunciar Manelic por orden de Sebastián. Él, al igual que el resto de los campesinos, no tiene un corazón malo, pero durante casi toda la obra sólo hacen caso al dueño Sebastián y critican todo lo que hace Marta, haciendo daño.

### Xeixa
Xeixa es un campesino que trabajaba para Sebastián y que sabe todo lo que pasa en el molino. Este personaje sólo aparece en la primera parte de la obra hasta que el dueño Sebastián le despide por haberle plantado cara de una manera directa y negarse a ir a la boda de Manelic y Marta, en consecuencia, marcha de la Tierra baja, lo que le hace sentir liberado de un peso moral muy importante. Xeixa está enamorado de Marta pero se ve incapaz de hacer el papel de redentor que hace Manelic porque no es capaz de sentir ese amor "que lo perdona todo". Conoce cuáles son las causas verdaderas de la boda entre Manelic y Marta, es consciente de la maldad que se esconde detrás de ese acto pero no tiene el valor suficiente para detenerlo. Lo que hace para limpiar un poco su conciencia es, por un lado, hablar con Tomás y le cuenta que ha sido objeto de una trampa, por la otra, Manelic, le empieza a hablar, con segundas, del lobo. Este personaje hace nacer la intriga del espectador sobre los misterios que rodean la Tierra Baja y de los que nadie quiere hablar.

### La Familia  Perdigones

#### Nuri
Nuri es una campesina de catorce años y es la más pequeña de la familia de los Perdigones (Pepa, Antonia, José, Nando y Nuri). Es muy amiga de Marta posiblemente porque tienen un carácter similar. Al inicio, es muy inocente debido a su corta edad pero a medida que avanza la obra, va tomando conciencia de lo que pasa realmente en la Tierra baja, y acaba incluso ayudando a Manelic y Marta a escapar de las manos de Sebastián. Según el propio Guimerá, Nuri es una chica cándida y juguetona que por su carácter es objeto de burlas.

#### Antonia, Pepa, Josep y Nando
Estos miembros de la familia Perdigones, junto con Nuri, son un grupo de campesinos que intervienen activamente en la acción dramática de la obra. Los cuatro se caracterizan por ejercer de campesinos cotillas de la obra, y que incluso llegan a ser crueles con sus comentarios y con sus burlas malintencionadas, tanto hacia Manelic como a Marta. Son campesinos que están bajo las órdenes del amo, e incluso le ayudan a expulsar el pastor de casa. Sin embargo, cuando el dueño no está, se arrepienten. Al final de la obra se dan cuenta de que son como "perros de presa" bajo las órdenes del amo.

## Creaciones a partir de la obra
Las películas que fueron creadas a partir de la obra de Guimerà son:
- 1907: Tierra baja. España. Bajo la dirección de Fructuós Gelabert.[29]
- 1913: Tierra baja. Argentina. Bajo la dirección de Mario Gallo.[30][31]
- 1914: Marta of the lowlands. Estados Unidos. Bajo la dirección de J. Searle Dawley.[32]
- 1922: Tiefland. Alemania. Bajo la dirección de Adolf Edgard Licho.[33]
- 1940/1944: Tiefland. Alemania. Bajo la dirección de Leni Riefenstahl y estreno el 11 de febrero de 1954.[34] Tobis.
- 1950: Tierra baja. México. Bajo la dirección de Miguel Zacarías.
- 1982: Terra baixa. España. Bajo la dirección de Mercè Vilaret.[35]

Tres óperas se basan en la obra Terra baixa:
- La catalane, con música de Ferdinand Le Borne y libreto de Tiercebin i Ferrier.
- Tiefland, con música de Eugen d'Albert y libreto de Rudolf Lothar, estrenada en Praga el 15 de noviembre de 1903.[36]
- Terra baixa, con música de Salvador Pueyo y libreto de Guillem-Jordi Graells, escrita en los años noventa del siglo XX, aún no estrenada.

El ballet Terra baixa con música de Albert Guinovart, estrenado en 1999.
Dos canciones con letra de Rossend Llurba se basan en la obra Tierra baja:
- La muller d'en Manelic. Música de Càndida Pérez Martínez.[38][39]
- Nuri. Letra hecha en colaboración de S. Perarnau. Música de Vicenç Bou.

En 2022, TV3 produjo un concurso para seleccionar los miembros de una compañía de teatro con personas amateurs para representar Terra Baixa. Este programa se emitió ese mismo año titulado "El Llop". 